# Grabowo Królewskie
Grabowo Królewskie – wieś w położona w województwie wielkopolskim, w powiecie wrzesińskim, w gminie Kołaczkowo znajduje się tu zabytkowy dwór, który był niegdyś własnością rodziny Wilkoszewskich.
W latach 1975–1998 miejscowość administracyjnie należała do województwa poznańskiego.
Na terenie wsi znajduje się zabytkowy kościół Najświętszego Serca Pana Jezusa.